# 朱存理
朱存理（1444年—1513年），字性甫，长洲（今江苏苏州）人，明朝诗文家、书法家。

## 生平
隨杜瓊游歷，终身不仕。博学能文，自少至老，未嘗一日忘學。富收藏，晚年善書法，尤精篆、籀、楷書。著有《珊瑚木难》、《铁网珊瑚》十六卷、《鹤岑随笔》，其中《珊瑚木难》保存了《鳳台集序》，是现存唯一评论高启在金陵的诗歌論文。